# Damm 3 (Quedlinburg)

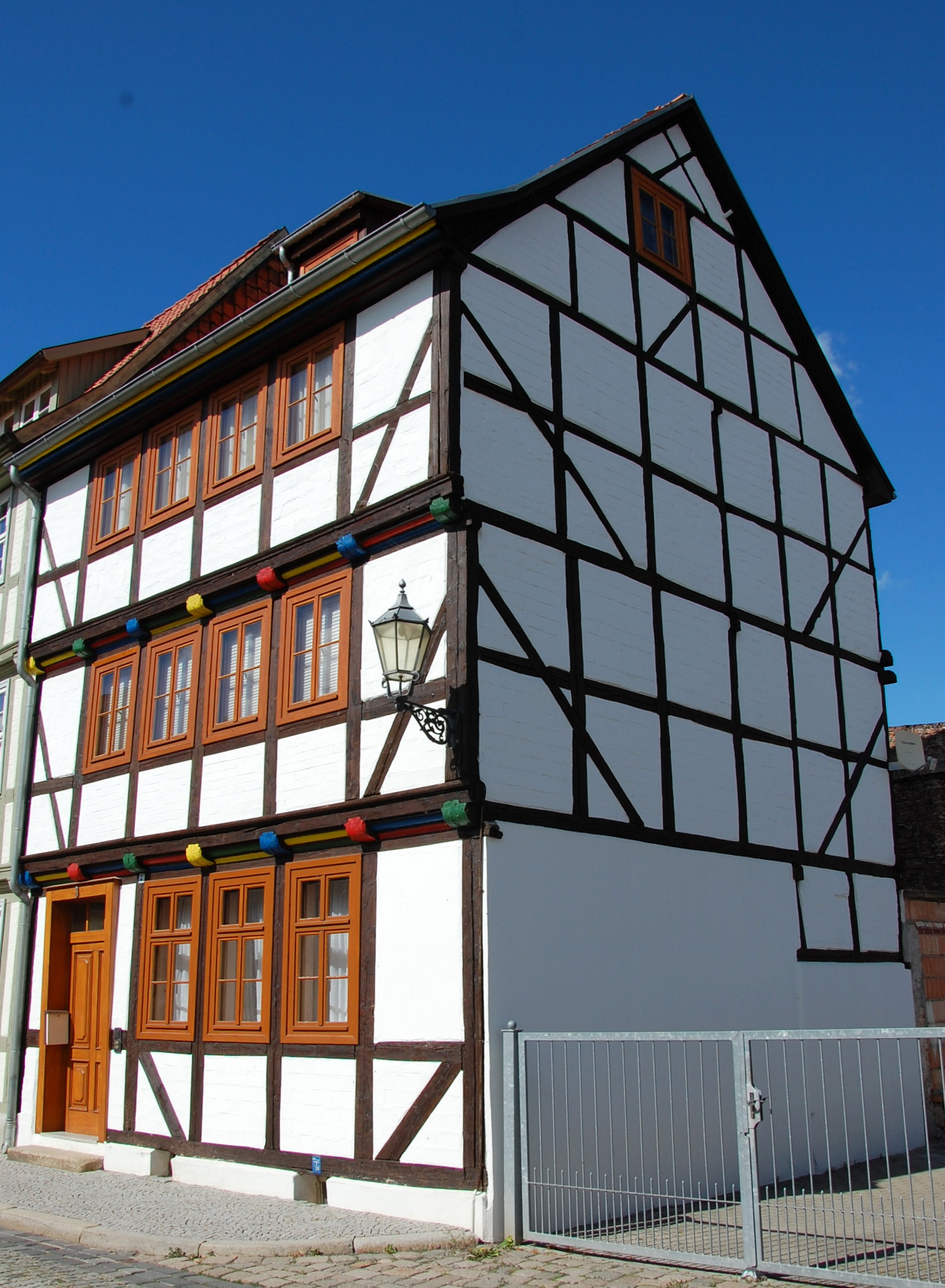
Haus Damm 3

Das Haus Damm 3 ist ein denkmalgeschütztes Gebäude in der Stadt Quedlinburg in Sachsen-Anhalt.

## Lage
Es befindet sich im nördlichen Teil der Straße Damm und gehört zum UNESCO-Weltkulturerbe. Im Quedlinburger Denkmalverzeichnis ist es als Wohnhaus eingetragen. Nördlich grenzt das gleichfalls denkmalgeschützte Haus Damm 2 an.

## Architektur und Geschichte
Das dreigeschossige Fachwerkhaus entstand vermutlich im Jahr 1721. Es entstand gemeinsam mit dem benachbarten Haus Damm 2 als Doppelhaus. Die Balkenköpfe des schlicht gestalteten Baus sind gerundet. Darüber hinaus bestehen profilierte Füllhölzer. Am nach Süden ausgerichteten Giebel finden sich überblattende Querstreben. Im Erdgeschoss wurden Fuß- und Eckstreben eingesetzt.